# Andrée Putman
Andrée Putman, född Andrée Christine Aynard 23 december 1925 i Paris, död 19 januari 2013 i Paris, var en fransk designer och inredare, bland annat känd för att vara mycket sparsam i användandet av färger.